# Jacques-Alexis Jacquemin
Pour les articles homonymes, voir Jacquemin.
Jacques-Alexis Jacquemin, né le 3 août 1750 à Nancy et mort le 15 juin 1832, est un homme d'Église français, évêque de Saint-Dié de 1823 à 1830.

## Biographie

### Jeunesse et formation
Jacques-Alexis Jacquemin, fils de Jacques Jacquemin, maître-perruquier et de Marguerite Thouvenin, est né le 3 août 1750 dans la paroisse Saint-Epvre à  Nancy.
D'abord enclin à entrer chez les Carmes déchaussés, il renonce à son projet et poursuit ses études de théologie à la Sorbonne, avec l'aide de son frère Jean-Baptiste, prêtre et précepteur des enfants du comte de Custine à Paris. Il est ensuite nommé maître de conférences de philosophie au séminaire de Saint-Nicolas-du-Chardonnet. Après la mort de son frère, il revient à Nancy et y achève ses études de théologie.
Il est ordonné prêtre à Toul le 28 mai 1774 et devient vicaire et chapelain à Saint-Epvre, sa paroisse natale.
En 1778, il est promu docteur en théologie et devient professeur de théologie à l'Université de Nancy.

### Exil et retour en Lorraine
Au début de la Révolution, il intervient pendant un temps dans l'administration communale de Nancy puis se retire de la vie politique en 1790. Il refuse alors de prêter serment à la constitution civile du clergé et se retire de la vie publique, s'exilant à partir de 1792 à Deux-Ponts puis Trêves, Heidelberg, Munich et Salzbourg.
Il revient en 1795 à Nancy en qualité de vicaire général d'Anne-Louis-Henri de La Fare, resté en exil à Vienne et y mène une activité semi-clandestine en restant fidèle à son évêque qui refuse de démissionner.
À l'époque du Concordat, en opposition avec  Antoine Eustache d'Osmond, nouvel évêque de Nancy, il ne prend pas part à la nouvelle organisation du diocèse de Nancy mais occupe à partir de décembre 1809 un poste de professeur de philosophie au lycée de Nancy.
En 1816, il devient secrétaire de La Fare devenu aumônier de la duchesse d'Angoulême et adjoint au Grand Aumônier pour les affaires ecclésiastiques. 
En octobre 1815, il retourne à son poste d'enseignement au collège royal de  Nancy jusqu'en 1823.

### Évêque de Saint-Dié
En 1823, les abbés de Moussac et Lallart de Lebucquière ayant refusé successivement l'évêché de Saint-Dié, le roi y nomma le 12 août l'abbé Jacquemin - nomination approuvée par Rome - qui fut sacré évêque à Paris le 18 janvier 1824 par Hyacinthe-Louis de Quélen, archevêque de Paris en l'église Saint-Séverin. Les assistants étaient l'archevêque d'Arles et l'évêque de Soissons.
Dans son nouveau diocèse, érigé de nouveau après maintes vicissitudes après avoir été intégré à celui de Nancy, le nouvel évêque doit établir un chapitre, un séminaire à Richardville, deux petits séminaires à Sénaïde et à Chatel-sur-Moselle et une nouvelle administration diocésaine.
En 1830, des infirmités le conduisent à présenter sa démission. Il se retire à Nancy. Charles X le distingue en le nommant chanoine-évêque du chapitre de Saint-Denis. Il meurt le 15 juin 1832 et est inhumé dans la chapelle du grand séminaire de Saint-Dié qu'il avait fondé, auprès de l'autel de la Vierge. Le 18 septembre 2020, ses restes sont transférés dans le caveau des évêques de la cathédrale de Saint-Dié, en raison des travaux du séminaire.

## Distinctions
- Chevalier de la Légion d'honneur (2 mai 1821)[2]
- Officier de l'Instruction publique

## Blason
De gueules à la statue de Saint Jacques le Mineur d'argent, soutenue d'une champagne du même chargée des initiales S. J. Min. de sable. Pas de devise.

## Sources
- Mangenot (l'Abbé Eugène), Monseigneur Jacquemin, évêque de Saint-Dié, 1750-1832, Nancy, 1892
- L'Ami de la religion, journal ecclésiastique, politique et littéraire, tome 72, Librairie ecclésiastique Le Clere, Paris, 1832.